# أصنوفة غير محددة

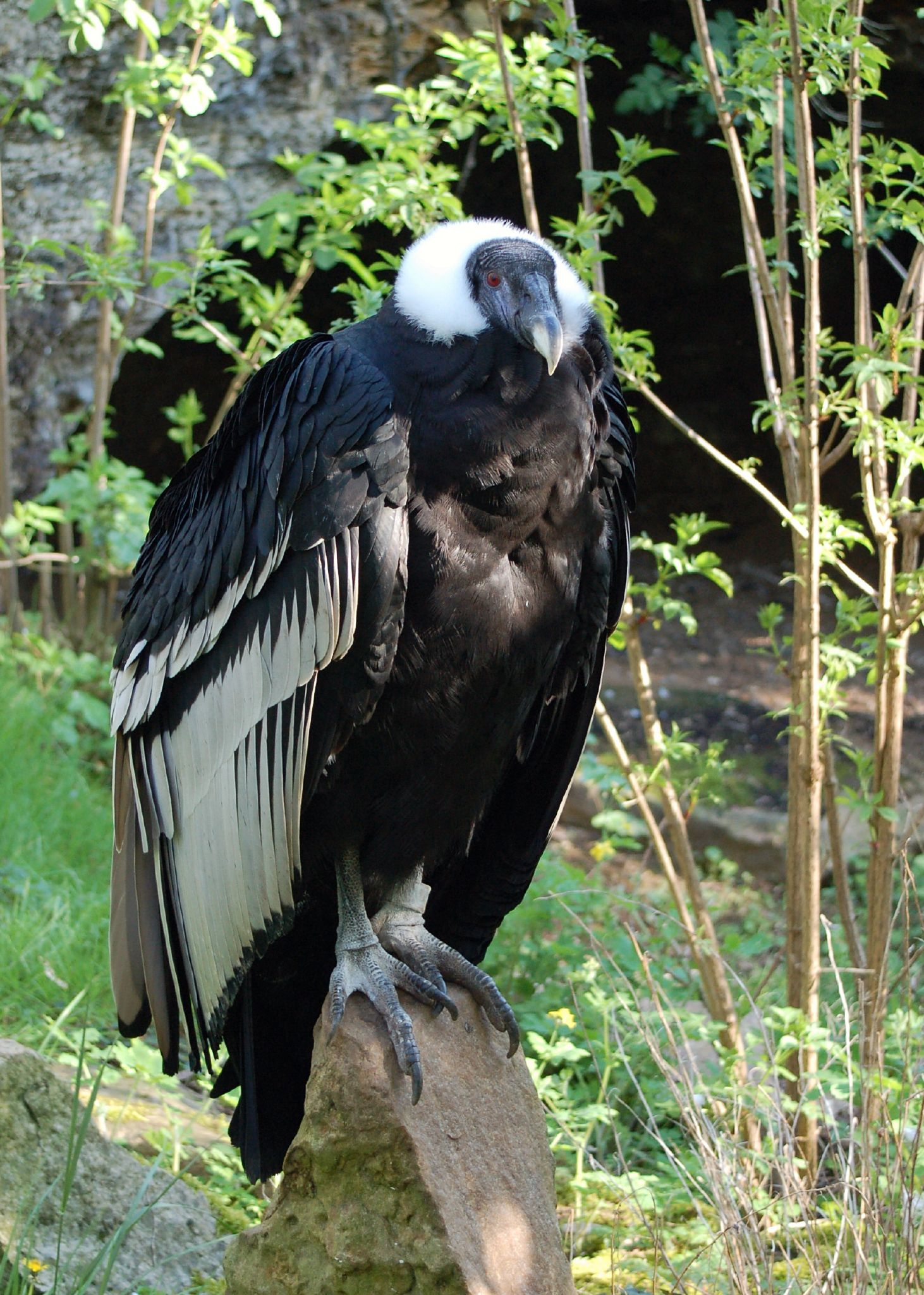
نسور العالم الجديد - التي ينتمي إليها كندور الأنديز - تصنف كأصنوفة غير محددة، ولا زال تصنيفها الحقيقي موضع جدل.

الأصنوفة غير المحددة هو مصطلح يستخدم في علم التصنيف للإشارة إلى مجموعة تصنيفية علاقتها الداخلية غير معروفة أو محدة بدقة، أو أنها موضع خلاف. ويستخدم المصطلح للإشارة إلى كل مستوى تصنيفي على حدة، مثل فصيلة غير محددة أو رتبة غير محددة أو شعبة غير محددة، وهلم جراً.

## أمثلة
- من غير الواضح بعد ما الرتبة التي تنتمي إليها نسور العالم الجديد، مما دفع إلى تصنيفها كأصنوفة غير محددة.[4] ويميل بعض الأحيائيين إلى فصلهم إلى رتبهم الخاصة بهم، وهي رتبة نسور العالم الجديد،[5] غير أن الأمر لا زال موضع خلاف.
- البوكاج طويل المنقار هو نوع من العصافير، لكن من غير الواضح ما الفصيلة التي ينتمي إليها، لذا فقد صنف ضمن فوق فصيلة دوريات الشكل كأصنوفة غير محددة.